# Anchiano

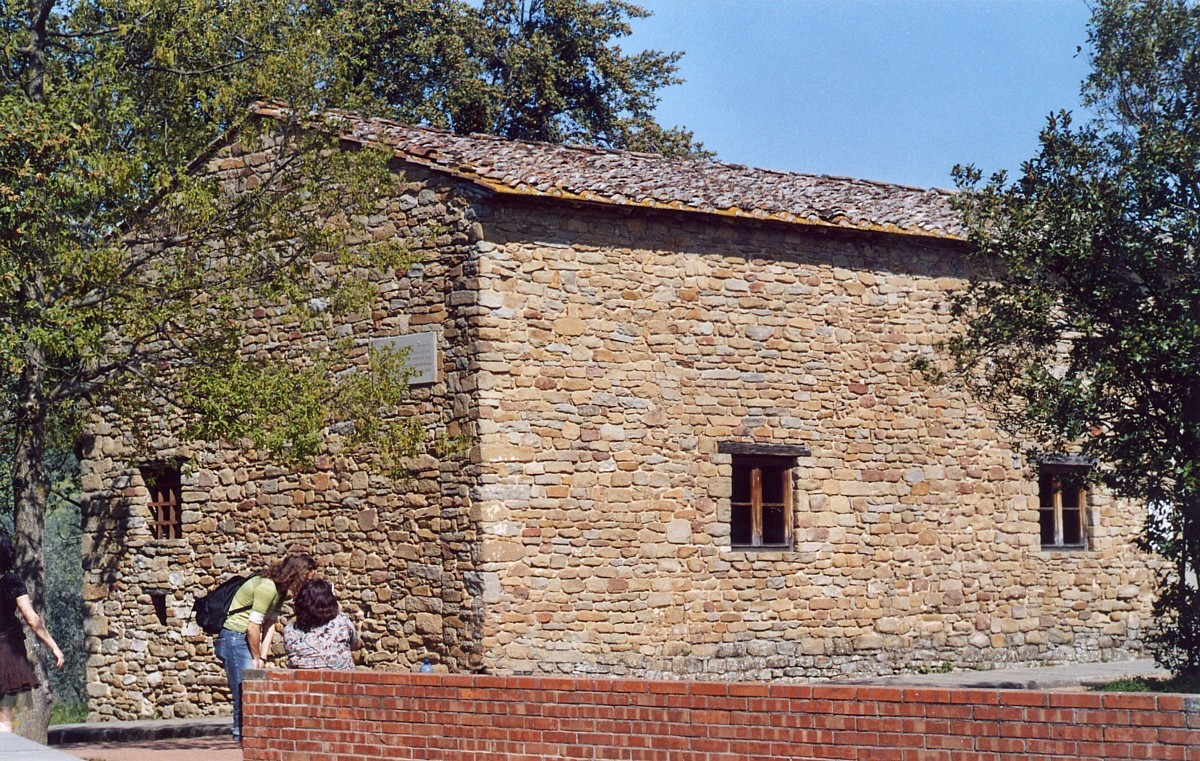
Dom rodzinny Leonarda da Vinci

Anchiano – miejscowość w gminie Vinci, w regionie Toskania, prowincji Florencja, we Włoszech. Znajduje się tam muzeum i dom, w którym 15 kwietnia 1452 prawdopodobnie urodził się Leonardo da Vinci.